# Idiosyncrasy
Idiosincrasy è il nono album in studio dei genovesi Necrodeath, pubblicato il 25 ottobre 2011 dalla Scarlet Records. Il disco è un omaggio al film Le iene di Quentin Tarantino. L'album consiste in un'unica traccia musicale divisa in 7 parti che ha le caratteristiche di un concept album sulla idiosincrasia e sulla guerra interiore anche se non vien considerato un concept dalla band È stato registrato presso il MusicArt studios di Pier Gonella di Rapallo e all'Outer Sound Studios di Roma, e mixato presso i Domination Studio di Città di San Marino di Simone Mularoni.

## Tracce
1. Part I – 4:40
2. Part II – 6:25
3. Part III – 5:52
4. Part IV – 5:33
5. Part V – 6:04
6. Part VI – 5:18
7. Part VII – 6:08

## Formazione
- Flegias - voce
- Pier Gonella - chitarra
- Peso - batteria
- GL - basso

## Special Guest
- Leif Jensen dei Dew-Scented
- Laura Ruatti